# 天主教突尼斯總教區
天主教突尼斯總教區 （拉丁語：Archidioecesis Tunetanus）是突尼西亞一個羅馬天主教總教區，是該國唯一個天主教教區。直屬教廷。
1843年3月21日設突尼斯宗座代牧區，1884年11月10日升為迦太基總教區兼非洲首席主教。1964年7月9日迦太基教座被撤銷，另設突尼斯自治監督區。1995年5月31日升為教區。2010年10月22日升為總教區。
2010年有教友21,000人（佔轄區總人口0.2%）、十個堂區、三十二名司鐸。教區總主教之位目前處於出缺狀態。